# Prêmio APCA de Televisão
Prêmio APCA de Televisão é uma das áreas laureadas pelo Prêmio APCA, tradicional premiação brasileira criada em 1956 pela Associação Paulista de Críticos Teatrais (atual Associação Paulista de Críticos de Arte). A área de televisão passou a ser parte do Prêmio APCA em 1972, logo depois da mudança de nome da associação, que até então premiava somente teatro e música clássica. No mesmo ano, passaram a ser também premiados cinema, literatura e música popular, com novas áreas sendo incorporadas ao prêmio no decorrer dos anos subsequentes.
Os ganhadores do Prêmio APCA são escolhidos anualmente entre o final de novembro e o início de dezembro durante a reunião dos críticos membros da APCA. Algumas categorias podem ter uma pré-seleção semestral de finalistas, de acordo com a necessidade. Cada crítico vota exclusivamente dentro de sua área de atuação, selecionando, no máximo, sete categorias em cada área, que podem sofrer alterações a cada ano de acordo com a percepção dos críticos sobre o que seria mais pertinente em cada período (esta regra passou a valer em 1999, pois até 1998 o número de categorias que poderiam ser criadas era livre). Também há a exigência de que um mínimo de três críticos de cada área estejam presentes à votação, o que pode fazer com que não ocorra premiação para determinadas categorias em alguns anos por falta de quórum (houve raras exceções a essa regra no decorrer dos anos).
Em 2020, devido à pandemia de COVID-19, os vencedores da 65.ª edição do Prêmio APCA foram definidos com atraso (em janeiro de 2021) e cada área teve excepcionalmente menos categorias do que nos anos anteriores (a área de Televisão, contudo, foi a menos afetada por essa mudança, tendo seis categorias ao invés de sete, enquanto que, na maioria das áreas, a redução foi para três categorias).

## Categorias
- Melhor Telenovela
- Melhor Atriz
- Melhor Ator
- Melhor Atriz Coadjuvante
- Melhor Ator Coadjuvante
- Melhor Revelação Feminina
- Melhor Revelação Masculina

## Vencedores por Ano
Lista de premiados: 

### Década de 1970

#### 1972
| Categoria            | Vencedores                | Dramaturgia               |
| -------------------- | ------------------------- | ------------------------- |
| Ator                 | Paulo Gracindo            | Bandeira 2                |
| Atriz                | Dina Sfat                 | Selva de Pedra            |
| Roteirista           | Dias Gomes                | Bandeira 2                |
| Diretor              | Walter Avancini           | Selva de Pedra            |
| Programa Humorístico | Dom Camilo e os Cabeludos | Dom Camilo e os Cabeludos |

#### 1973
| Categoria | Vencedores              | Dramaturgia       |
| --------- | ----------------------- | ----------------- |
| Novela    | O Bem-Amado             | O Bem-Amado       |
| Ator      | Gianfrancesco Guarnieri | Mulheres de Areia |
| Ator      | Paulo Gracindo          | O Bem-Amado       |
| Atriz     | Eva Wilma               | Mulheres de Areia |
| Atriz     | Lélia Abramo            | Uma Rosa com Amor |

#### 1974
| Categoria | Vencedores              | Dramaturgia       |
| --------- | ----------------------- | ----------------- |
| Novela    | O Bem-Amado             | O Bem-Amado       |
| Novela    | Os Inocentes            |                   |
| Novela    | Os Ossos do Barão       |                   |
| Ator      | Antonio Fagundes        | O Machão          |
| Ator      | João José Pompeo        | O Machão          |
| Ator      | Cláudio Corrêa e Castro | Os Inocentes      |
| Atriz     | Betty Faria             | O Espigão         |
| Atriz     | Susana Vieira           | O Espigão         |
| Atriz     | Cleyde Yáconis          | Os Inocentes      |
| Atriz     | Elza Gomes              | Os Ossos do Barão |
| Atriz     | Neuza Amaral            | Os Ossos do Barão |

#### 1975
| Categoria                | Vencedores       | Dramaturgia |
| ------------------------ | ---------------- | ----------- |
| Grande Prêmio da Crítica | Gabriela         | Gabriela    |
| Ator                     | Rolando Boldrin  | A Viagem    |
| Ator                     | Tarcísio Meira   | Escalada    |
| Atriz                    | Eva Wilma        | A Viagem    |
| Atriz                    | Irene Ravache    | A Viagem    |
| Atriz                    | Susana Vieira    | Escalada    |
| Revelação Masculina      | Jaime Barcelos   | Gabriela    |
| Revelação Feminina       | Elizabeth Savala | Gabriela    |

#### 1976
| Categoria                | Vencedores        | Dramaturgia           |
| ------------------------ | ----------------- | --------------------- |
| Grande Prêmio da Crítica | O Casarão         | O Casarão             |
| Diretor                  | Daniel Filho      | Pecado Capital        |
| Ator                     | Lima Duarte       | Pecado Capital        |
| Ator                     | Mário Lago        | O Casarão             |
| Atriz                    | Betty Faria       | Pecado Capital        |
| Atriz                    | Laura Cardoso     | Os Apóstolos de Judas |
| Atriz                    | Yara Cortes       | O Casarão             |
| Atriz                    | Renata Sorrah     | O Casarão             |
| Revelação Feminina       | Kate Hansen       | Os Apóstolos de Judas |
| Revelação Feminina       | Pepita Rodríguez  | Anjo Mau              |
| Revelação de Roteirista  | Renata Pallottini | O Julgamento          |

#### 1977
| Categoria          | Vencedores              | Dramaturgia    |
| ------------------ | ----------------------- | -------------- |
| Novela             | Espelho Mágico          | Espelho Mágico |
| Roteirista         | Walter George Durst     | Nina           |
| Tema de Novela     | O Profeta               | O Profeta      |
| Ator               | Antonio Fagundes        | Nina           |
| Ator               | Mário Lago              | Nina           |
| Ator               | Carlos Augusto Strazzer | O Profeta      |
| Ator               | Lima Duarte             | Espelho Mágico |
| Atriz              | Nicette Bruno           | Éramos Seis    |
| Atriz              | Rosamaria Murtinho      | Nina           |
| Revelação Feminina | Lídia Brondi            | Espelho Mágico |

#### 1978
| Categoria           | Vencedores              | Dramaturgia     |
| ------------------- | ----------------------- | --------------- |
| Novela              | Sinal de Alerta         | Sinal de Alerta |
| Tema de Novela      | Aritana                 | Aritana         |
| Ator                | Carlos Alberto Riccelli | Aritana         |
| Ator                | Jaime Barcelos          | Aritana         |
| Atriz               | Cleyde Yáconis          | Aritana         |
| Atriz               | Joana Fomm              | Dancin' Days    |
| Atriz               | Yara Amaral             | Dancin' Days    |
| Revelação Masculina | Eduardo Conde           | Sinal de Alerta |
| Revelação Masculina | Lauro Corona            | Dancin' Days    |
| Revelação Feminina  | Glória Pires            | Dancin' Days    |

#### 1979
| Categoria           | Vencedores          | Dramaturgia               |
| ------------------- | ------------------- | ------------------------- |
| Novela              | Cabocla             | Cabocla                   |
| Série               | Malu Mulher         | Malu Mulher               |
| Roteirista          | Jorge Andrade       | Gaivotas                  |
| Ator                | Paulo Autran        | Pai Herói                 |
| Ator                | Rubens de Falco     | Gaivotas                  |
| Ator                | Roberto Bonfim      | Cabocla                   |
| Atriz               | Cleyde Yáconis      | Gaivotas                  |
| Atriz               | Fernanda Montenegro | Cara a Cara               |
| Atriz               | Nicette Bruno       | Como Salvar Meu Casamento |
| Atriz               | Regina Duarte       | Malu Mulher               |
| Revelação Masculina | José Dumont         | Plantão de Polícia        |
| Revelação Feminina  | Narjara Turetta     | Malu Mulher               |

### Década de 1980

#### 1980
| Categoria | Vencedores      | Dramaturgia    |
| --------- | --------------- | -------------- |
| Série     | O Bem-Amado     | O Bem-Amado    |
| Ator      | Jardel Filho    | Coração Alado  |
| Ator      | Stênio Garcia   | Carga Pesada   |
| Atriz     | Dercy Gonçalves | Cavalo Amarelo |
| Atriz     | Regina Duarte   | Malu Mulher    |
| Atriz     | Tônia Carrero   | Água Viva      |

#### 1981
| Categoria           | Vencedores           | Dramaturgia                 |
| ------------------- | -------------------- | --------------------------- |
| Novela              | Os Imigrantes        | Os Imigrantes               |
| Série               | O Bem-Amado          | O Bem-Amado                 |
| Roteirista          | Benedito Ruy Barbosa | Os Imigrantes               |
| Diretor             | Atílio Riccó         | Os Imigrantes               |
| Diretor             | Nilton Travesso      | TV Mulher                   |
| Ator                | Tony Ramos           | Baila Comigo                |
| Ator                | Fernando Torres      | Baila Comigo                |
| Ator                | Rubens de Falco      | Os Imigrantes               |
| Atriz               | Fernanda Montenegro  | Brilhante                   |
| Atriz               | Kate Hansen          | Telerromances da TV Cultura |
| Atriz               | Lílian Lemmertz      | Baila Comigo                |
| Atriz               | Yoná Magalhães       | Os Imigrantes               |
| Revelação Masculina | Flávio Guarnieri     | Os Adolescentes             |
| Revelação Masculina | Ulisses Bezerra      | Os Imigrantes               |
| Revelação Feminina  | Maitê Proença        | As Três Marias              |

#### 1982
| Categoria           | Vencedores            | Dramaturgia            |
| ------------------- | --------------------- | ---------------------- |
| Telenovela          | Elas por Elas         | Elas por Elas          |
| Roteirista          | Cassiano Gabus Mendes | Elas por Elas          |
| Ator                | Luis Gustavo          | Elas por Elas          |
| Ator                | Reginaldo Faria       | Elas por Elas          |
| Ator                | Luís Carlos Arutin    | Os Imigrantes          |
| Ator                | Roberto Bonfim        | Paraíso                |
| Atriz               | Cleyde Yáconis        | Ninho da Serpente      |
| Atriz               | Irene Ravache         | Sol de Verão           |
| Atriz               | Marília Pêra          | Quem Ama Não Mata      |
| Atriz               | Tânia Alves           | Lampião e Maria Bonita |
| Revelação Masculina | Aguinaldo Silva       | Lampião e Maria Bonita |
| Revelação Masculina | Doc Comparato         | Lampião e Maria Bonita |
| Revelação Feminina  | Débora Bloch          | Sol de Verão           |

#### 1983
| Categoria                | Vencedores          | Dramaturgia         |
| ------------------------ | ------------------- | ------------------- |
| Grande Prêmio da Crítica | O Bem-Amado         | O Bem-Amado         |
| Novela                   | Guerra dos Sexos    | Guerra dos Sexos    |
| Minissérie               | Bandidos da Falange | Bandidos da Falange |
| Roteirista               | Silvio de Abreu     | Guerra dos Sexos    |
| Diretor                  | Jorge Fernando      | Guerra dos Sexos    |
| Diretor                  | Guel Arraes         | Guerra dos Sexos    |
| Ator                     | Paulo Autran        | Guerra dos Sexos    |
| Ator                     | Mário Gomes         | Guerra dos Sexos    |
| Ator                     | Stênio Garcia       | Bandidos da Falange |
| Atriz                    | Fernanda Montenegro | Guerra dos Sexos    |
| Atriz                    | Yara Amaral         | Guerra dos Sexos    |
| Revelação Masculina      | José Mayer          | Bandidos da Falange |

#### 1984
| Categoria                | Vencedores              | Dramaturgia                |
| ------------------------ | ----------------------- | -------------------------- |
| Grande Prêmio da Crítica | Rabo de Saia            | Rabo de Saia               |
| Novela                   | Vereda Tropical         | Vereda Tropical            |
| Minissérie               | Santa Marta Fabril S.A. | Santa Marta Fabril S.A.    |
| Roteirista               | Carlos Lombardi         | Vereda Tropical            |
| Roteirista               | Silvio de Abreu         | Vereda Tropical            |
| Diretor                  | Jorge Fernando          | Vereda Tropical            |
| Diretor                  | Guel Arraes             | Vereda Tropical            |
| Ator                     | Ary Fontoura            | Amor com Amor Se Paga      |
| Ator                     | Ney Latorraca           | Rabo de Saia               |
| Ator                     | Nuno Leal Maia          | Vereda Tropical            |
|                          | Débora Duarte           | Anarquistas, Graças a Deus |
| Padre Cícero             | Débora Duarte           |                            |
| Corpo a Corpo            | Débora Duarte           |                            |
| Geórgia Gomide           | Vereda Tropical         |                            |
| Marieta Severo           | Vereda Tropical         |                            |
| Lucinha Lins             | Rabo de Saia            |                            |
| Nathalia Timberg         | Santa Marta Fabril S.A. |                            |
| Miriam Pires             | Meus Filhos, Minha Vida |                            |
| Revelação Masculina      | Marcos Frota            | Vereda Tropical            |
| Revelação Feminina       | Dora Pellegrino         | Livre pra Voar             |

#### 1985
- Novela: Roque Santeiro
- Roteirista: Dias Gomes e Aguinaldo Silva, por Roque Santeiro
- Ator: Lima Duarte, por Roque Santeiro
- Atriz: Regina Duarte, por Roque Santeiro
- Revelação feminina: Cláudia Raia, por Roque Santeiro

#### 1986
Não houve premiação na categoria Televisão. Outras ocorreram normalmente, como Rádio e Literatura.

#### 1987
- Novela: Corpo Santo
- Roteirista: José Louzeiro, por Corpo Santo
- Diretor: Jayme Monjardim, por Direito de Amar
- Ator: Carlos Vereza, por Direito de Amar
- Atriz: Marília Pêra, por Brega e Chique
- Ator coadjuvante: Sérgio Viotti, por Corpo Santo
- Atriz coadjuvante: Ângela Vieira, por Corpo Santo
- Revelação masculina: Chico Diaz, por Corpo Santo
- Revelação feminina: Giulia Gam, por Mandala

#### 1988
- Grande prêmio da crítica: O Primo Basílio
- Novela: Vale Tudo
- Diretor: Daniel Filho, por O Primo Basílio
- Ator: José Mayer, por O Pagador de Promessas
- Atriz: Glória Pires, por Vale Tudo
- Ator coadjuvante: Sérgio Mamberti, por Vale Tudo
- Atriz coadjuvante: Louise Cardoso, por O Primo Basílio
- Revelação masculina: Paulo Reis, por Vale Tudo

#### 1989
- Novela: Que Rei Sou Eu?
- Minissérie: O Cometa
- Roteirista: Cassiano Gabus Mendes, por Que Rei Sou Eu?
- Diretor: Tizuka Yamasaki, por Kananga do Japão
- Ator coadjuvante: Jorge Dória, por Que Rei Sou Eu?
- Atriz coadjuvante: Suzana Faini, por Vida Nova
- Revelação masculina: Marcos Winter, por Vida Nova
- Revelação feminina: Cristiana Oliveira, por Kananga do Japão
- Cenografia: Kananga do Japão
- Figurinos: Que Rei Sou Eu? e Kananga do Japão
- Trilha sonora: Kananga do Japão
- Abertura: Kananga do Japão

### Década de 1990

#### 1990
- Novela: Pantanal
- Diretor: Jayme Monjardim, por Pantanal
- Ator: Cláudio Marzo, por Pantanal
- Atriz: Jussara Freire, por Pantanal
- Revelação masculina: Ângelo Antônio, por Pantanal
- Revelação feminina: Marisa Orth, por Rainha da Sucata
- Programa Infantil: Rá Tim Bum (TV Cultura)

#### 1991
- Novela: Vamp
- Ator: Otávio Augusto, por Vamp
- Atriz: Glória Pires, por O Dono do Mundo
- Ator coadjuvante: Cláudio Corrêa e Castro, por O Dono do Mundo
- Atriz coadjuvante: Ângela Leal, por A História de Ana Raio e Zé Trovão
- Revelação masculina: Flávio Silvino, por Vamp
- Programa Infantil: Mundo da Lua (TV Cultura)

#### 1992
- Grande prêmio da crítica: Anos Rebeldes
- Ator: Armando Bógus, por Pedra Sobre Pedra
- Atriz: Cláudia Abreu, por Anos Rebeldes
- Ator coadjuvante: Jorge Dória, por Deus nos Acuda
- Atriz coadjuvante: Neuza Borges, por De Corpo e Alma

#### 1993
- Novela: Renascer
- Ator: Antônio Fagundes, por Renascer
- Atriz: Glória Pires, por Mulheres de Areia
- Ator coadjuvante: Osmar Prado, por Renascer
- Atriz coadjuvante: Regina Dourado, por Renascer
- Revelação masculina: Jackson Antunes, por Renascer

#### 1994
- Grande prêmio da crítica: Memorial de Maria Moura
- Novela: Éramos Seis
- Ator: José Wilker, por Fera Ferida
- Atriz: Irene Ravache, por Éramos Seis
- Ator coadjuvante: Tarcísio Filho por Éramos Seis
- Atriz coadjuvante: Marieta Severo, por Pátria Minha, e Zezé Polessa, por Memorial de Maria Moura
- Revelação masculina: Murilo Benício, por Fera Ferida
- Revelação feminina: Deborah Secco, por Confissões de Adolescente
- Programa infantil: Castelo Rá-Tim-Bum

#### 1995
- Grande prêmio da crítica: A Comédia da Vida Privada
- Novela: A Próxima Vítima
- Diretor: Denise Saraceni, por Engraçadinha
- Ator: Edson Celulari, por Decadência
- Atriz: Aracy Balabanian, por A Próxima Vítima, e Laura Cardoso, por Irmãos Coragem
- Ator coadjuvante: Flávio Migliaccio, por A Próxima Vítima
- Atriz coadjuvante: Rosi Campos, por Cara e Coroa
- Revelação masculina: Luís Mello, por Cara e Coroa
- Revelação feminina: Alessandra Negrini, por Engraçadinha

#### 1996
- Novela: Salsa e Merengue
- Diretor: Daniel Filho, por A Vida Como Ela É…
- Ator: Raul Cortez, por O Rei do Gado
- Atriz: Arlete Salles, por Salsa e Merengue, e Drica Moraes, por Xica da Silva
- Ator coadjuvante: Leonardo Brício, por O Rei do Gado
- Atriz coadjuvante: Walderez de Barros, por O Rei do Gado
- Revelação masculina: Caco Ciocler, por O Rei do Gado
- Revelação feminina: Tereza Sequerra, por Xica da Silva
- Prêmio especial: Tarcísio Meira, por O Rei do Gado
- Programa Infantil: Cocoricó (TV Cultura)

#### 1997
- Novela: Por Amor
- Diretor: Daniel Filho, por A Justiceira
- Ator: Ary Fontoura, por A Indomada
- Atriz: Eva Wilma, por A Indomada
- Ator coadjuvante: Mauro Mendonça, por Anjo Mau
- Atriz coadjuvante: Ana Lúcia Torre, por A Indomada
- Revelação: Cecília Dassi, por Por Amor
- Programa Infantil: Agente G (Record)

#### 1998
- Produção de dramaturgia: a minissérie Hilda Furacão
- Programa de TV: a série Mulher
- Diretor: Wolf Maya, por Hilda Furacão
- Ator: Tony Ramos, por Torre de Babel
- Atriz: Adriana Esteves, por Torre de Babel
- Ator coadjuvante: Rogério Cardoso, por Hilda Furacão
- Atriz coadjuvante: Cleyde Yáconis, por Torre de Babel
- Revelação: Matheus Nachtergaele, por Hilda Furacão
- Programa infantil: Vila Esperança (Record)

#### 1999
- Grande prêmio da crítica: O Auto da Compadecida
- Novela: Terra Nostra
- Ator: Matheus Nachtergaele, por O Auto da Compadecida
- Atriz: Débora Duarte, por Terra Nostra
- Revelação: Lu Grimaldi, por Terra Nostra

### Década de 2000

#### 2000
- Grande prêmio da crítica: A Muralha
- Ator: Tarcísio Meira, por A Muralha
- Atriz: Marieta Severo, por Laços de Família
- Revelação: Júlia Feldens, por Laços de Família

#### 2001
- Grande prêmio da crítica: Brava Gente
- Programa de televisão: Os Normais
- Ator: Tony Ramos, por As Filhas da Mãe
- Atriz: Christiane Torloni, por Um Anjo Caiu do Céu

#### 2002
- Grande prêmio da crítica: Cidade dos Homens
- Ator: Marco Nanini, por A Grande Família
- Atriz: Eliane Giardini, por O Clone
- Revelação: Stephany Brito, por O Clone
- Programa de humor: A Grande Família

#### 2003
- Grande prêmio da crítica: A Casa das Sete Mulheres
- Programa de televisão: Cena Aberta
- Ator: Dan Stulbach, por Mulheres Apaixonadas
- Atriz: Nívea Maria, por A Casa das Sete Mulheres

#### 2004
- Novela: Celebridade
- Ator: Tony Ramos, por Cabocla
- Atriz: Renata Sorrah, por Senhora do Destino
- Revelação: João Emanuel Carneiro, por Da Cor do Pecado
- Comediante: Cláudia Rodrigues, por A Diarista
- Adaptação para TV: Contos da Meia-Noite

#### 2005
- Grande prêmio da crítica: Hoje é Dia de Maria
- Ator: Fúlvio Stefanini, por Alma Gêmea
- Atriz: Fernanda Montenegro, por Belíssima
- Revelação: Tiago Santiago, por A Escrava Isaura e Prova de Amor

#### 2006
- Grande prêmio da crítica: Os Filhos do Carnaval
- Ator: Lázaro Ramos, por Cobras e Lagartos
- Atriz: Lília Cabral, por Páginas da Vida
- Comediante: Dira Paes, por A Diarista

#### 2007
- Novela: Paraíso Tropical
- Ator: Marcelo Serrado, por Vidas Opostas e Mandrake, e Wagner Moura, por Paraíso Tropical
- Atriz: Camila Pitanga, por Paraíso Tropical, e Jussara Freire, por Vidas Opostas

#### 2008
- Série: 9mm: São Paulo
- Roteirista: João Emanuel Carneiro, por A Favorita
- Ator: Guilherme Weber, por Queridos Amigos
- Atriz: Patrícia Pillar, por A Favorita

#### 2009
- Grande prêmio da crítica: Maysa, Quando Fala o Coração
- Minissérie: Som & Fúria
- Ator: Felipe Camargo, por Som & Fúria
- Atriz: Larissa Maciel, por Maysa, Quando Fala o Coração

### Década de 2010

#### 2010
- Os vencedores estão em negrito.

| Categoria             | Vencedores e indicados                                |
| --------------------- | ----------------------------------------------------- |
| Série                 | - A Cura (TV Globo)                                   |
| Ator                  | - Murilo Benício por Ti Ti Ti/Força-Tarefa (TV Globo) |
| Atriz                 | - Irene Ravache por Passione (TV Globo)               |
| Humor                 | - Comédia MTV (MTV Brasil)                            |
| Infantil              | - Meu Amigãozão (2dLab/Discovery Kids Brasil)         |
| Apresentador          | - Rodrigo Faro (RecordTV)                             |
| Programa Jornalístico | - A Liga (Band)                                       |

#### 2011
- Os vencedores estão em negrito.

| Categoria                | Vencedores e indicados                                 |
| ------------------------ | ------------------------------------------------------ |
| Novela                   | - Cordel Encantado (TV Globo)                          |
| Série                    | - Tapas & Beijos (TV Globo)                            |
| Ator                     | - Gabriel Braga Nunes por Insensato Coração (TV Globo) |
| Atriz                    | - Glória Pires por Insensato Coração (TV Globo)        |
| Programa                 | - Chegadas e Partidas (GNT)                            |
| Programa Infanto-juvenil | - Julie e os Fantasmas (Band/Mixer/Nickelodeon Brasil) |
| Revelação                | - Elisa Volpatto por Mulher de Fases (HBO Brasil)      |

#### 2012
- Os vencedores estão em negrito.[6]

| Categoria                | Vencedores e indicados                                                |
| ------------------------ | --------------------------------------------------------------------- |
| Grande Prêmio da Crítica | - Avenida Brasil (TV Globo)                                           |
| Série                    | - (fdp) (Pródigo/HBO Brasil)                                          |
| Ator                     | - José de Abreu por Avenida Brasil (TV Globo)                         |
| Atriz                    | - Adriana Esteves por Avenida Brasil (TV Globo)                       |
| Revelação                | - Filipe Miguez e Izabel de Oliveira, por Cheias de Charme (TV Globo) |
| Programa de Comédia      | - Porta dos Fundos (YouTube)                                          |
| Humorista                | - Marcelo Adnet (MTV Brasil)                                          |

#### 2013
- Os vencedores estão em negrito.[6]

| Categoria                          | Vencedores e indicados                                                                                    |
| ---------------------------------- | --- |
| Série                              | - Latitudes (TNT/YouTube)                                                                                 |
| Direção                            | - Felipe Hirsch, por A Menina Sem Qualidades (MTV Brasil)                                                 |
| Atriz                              | - Bianca Comparato por A Menina Sem Qualidades (MTV Brasil) - Elizabeth Savala por Amor à Vida (TV Globo) |
| Ator                               | - Mateus Solano por Amor à Vida (TV Globo)                                                                |
| Programa de Variedades             | - Amor & Sexo (TV Globo)                                                                                  |
| Programa Jornalístico/Documentário | - Presidentes Africanos (Band/Discovery Channel Brasil)                                                   |
| Programa Infantil                  | - Historietas Assombradas (Cartoon Network)                                                               |
| Menção Honrosa:                    | - novos episódios do Sai de Baixo - Canal Arte 1                                                          |

#### 2014
- Os vencedores estão em negrito.[6]

| Categoria              | Vencedores e indicados                                           |
| ---------------------- | ---------------------------------------------------------------- |
| Dramaturgia            | - Amores Roubados (TV Globo)                                     |
| Direção                | - José Luiz Villamarim por Amores Roubados/O Rebu (TV Globo)     |
| Atriz                  | - Cássia Kis por Amores Roubados/O Rebu (TV Globo)               |
| Ator                   | - Irandhir Santos por Meu Pedacinho de Chão (TV Globo)           |
| Programa Infantil      | - Quintal da Cultura (TV Cultura)                                |
| Programa de Variedades | - O Infiltrado (History Channel)                                 |
| Programa de Humor      | - Tá no Ar: a TV na TV (TV Globo)                                |
| Menção Honrosa:        | - A Grande Família (pela trajetória e capítulo final – TV Globo) |

#### 2015
- Os vencedores estão em negrito.[7]

| Categoria                | Vencedores e indicados |
| ------------------------ | --- |
| Novela                   | - Verdades Secretas (TV Globo) - Além do Tempo (TV Globo) - I Love Paraisópolis (TV Globo) - Os Dez Mandamentos (RecordTV) - Sete Vidas (TV Globo) |
| Série/Minissérie         | - Os Experientes (TV Globo) - Amorteamo (TV Globo) - Felizes para Sempre? (TV Globo) - Magnífica 70 (HBO Brasil) - Pé na Cova (TV Globo) |
| Atriz                    | - Grazi Massafera por Verdades Secretas (TV Globo) - Drica Moraes por Verdades Secretas (TV Globo) - Irene Ravache por Além do Tempo (TV Globo) - Marieta Severo por Verdades Secretas (TV Globo) - Simone Spoladore por Magnífica 70 (HBO Brasil)               |
| Ator                     | - Alexandre Nero por A Regra do Jogo (TV Globo) - Domingos Montagner por Sete Vidas (TV Globo) - Juca de Oliveira por Os Experientes (TV Globo) - Rafael Cardoso por Além do Tempo (TV Globo) - Tony Ramos por A Regra do Jogo (TV Globo)                        |
| Direção                  | - Mauro Mendonça Filho por Verdades Secretas (TV Globo) - Cláudio Torres por Magnífica 70 (HBO Brasil) - Fernando Meirelles por Os Experientes (TV Globo) - Jayme Monjardim por Sete Vidas (TV Globo) - Rogério Gomes por Além do Tempo (TV Globo)               |
| Programa                 | - MasterChef Brasil (Rede Bandeirantes) - Lucky Ladies (Fox Life Brasil) - Que Monstro te Mordeu? (TV Cultura) - Todas as Manhãs do Mundo (Nat Geo) - Zorra (TV Globo)                                                                                           |
| Apresentador(a)          | - Monica Iozzi por Vídeo Show (TV Globo) - Dan Stulbach por Custe o Que Custar (Rede Bandeirantes) - Fátima Bernardes por Encontro com Fátima Bernardes (TV Globo) - Mariana Godoy por Mariana Godoy Entrevista (RedeTV) - Sarah Oliveira por Calada Noite (GNT) |
| Grande Prêmio da Crítica | - Silvio Santos |
| Menção Honrosa           | - Mulheres (pelos 35 anos – TV Gazeta) |

Votaram: Bárbara Sacchitiello, Edianez Parente, Fabio Maksymczuk, Flávio Ricco, José Armando Vanucci, Leão Lobo, Neuber Fischer e Nilson Xavier.

#### 2016
- Os vencedores estão em negrito.[9]

| Categoria                | Vencedores e indicados |
| ------------------------ | --- |
| Novela                   | - Velho Chico (TV Globo) - Escrava Mãe (RecordTV) - Êta Mundo Bom! (TV Globo) - Liberdade, Liberdade (TV Globo) - Totalmente Demais (TV Globo) |
| Série/Minissérie         | - Justiça (TV Globo) - Ligações Perigosas (TV Globo) - Me Chama de Bruna (Fox Brasil) - Supermax (TV Globo) - A Garota da Moto (SBT) |
| Atriz                    | - Selma Egrei por Velho Chico (TV Globo) - Adriana Esteves por Justiça (TV Globo) - Débora Bloch por Justiça) (TV Globo) - Lucy Alves por Velho Chico (TV Globo) - Fabíula Nascimento por Velho Chico (TV Globo)                                            |
| Ator                     | - Marco Ricca por Liberdade, Liberdade (TV Globo) - Chico Diaz por Velho Chico (TV Globo) - Enrique Diaz por Justiça (TV Globo) - Rodrigo Santoro por Velho Chico (TV Globo) - Sergio Guizé por Êta Mundo Bom! (TV Globo)                                   |
| Direção                  | - Luiz Fernando Carvalho por Justiça (TV Globo) - Breno Silveira por 1 Contra Todos (Fox Brasil) - José Alvarenga Júnior por Supermax (TV Globo) - Luiz Fernando Carvalho por Velho Chico (TV Globo) - Vinícius Coimbra por Liberdade, Liberdade (TV Globo) |
| Programa Infantil        | - Detetives do Prédio Azul – D.P.A (Gloob) - Cúmplices de um Resgate (SBT) - Galinha Pintadinha (YouTube) - O Irmão do Jorel (Cartoon Network) - Show da Luna (Discovery Kids)                                                                              |
| Cobertura Rio-2016       | - SporTV - ESPN Brasil - Fox Sports - TV Globo - Rede Bandeirantes |
| Grande Prêmio da Crítica | - Domingos Montagner (in memorian) |

Votaram: Bárbara Sacchitiello, Cristina Padiglione, Edianez Parente, Fábio Maksymczuk, Flávio Ricco, José Armando Vanucci, Neuber Fischer, Leão Lobo, Nilson Xavier e Paulo Gustavo Pereira.

#### 2017
- Os vencedores estão em negrito.[11]

| Categoria        | Vencedores e indicados[carece de fontes?] |
| ---------------- | --- |
| Novela           | - A Força do Querer (TV Globo) - Os Dias Eram Assim (TV Globo) - Malhação: Viva a Diferença (TV Globo) - Novo Mundo (TV Globo) - Rock Story (TV Globo) |
| Série/Minissérie | - 3% (Netflix) - Dois Irmãos (TV Globo) - Filhos da Pátria (TV Globo) - Sob Pressão (TV Globo) - 1 Contra Todos (Fox Brasil) |
| Atriz            | - Juliana Paes por A Força do Querer/Dois Irmãos (TV Globo) - Carol Duarte por A Força do Querer (TV Globo) - Elizângela por A Força do Querer (TV Globo) - Marjorie Estiano por Sob Pressão (TV Globo) - Paolla Oliveira por A Força do Querer (TV Globo)                                      |
| Ator             | - Júlio Andrade por Sob Pressão (TV Globo) - Daniel de Oliveira por Os Dias Eram Assim (TV Globo) - Marco Ricca por Os Dias Eram Assim (TV Globo) - Tonico Pereira por A Força do Querer (TV Globo) - Tony Ramos por Vade Retro (TV Globo)                                                      |
| Direção          | - Luiz Fernando Carvalho por Dois Irmãos (TV Globo) - Andrucha Waddington & Mini Kerti por Sob Pressão (VGlobo) - Maria de Médicis & Dênis Carvalho por Rock Story (TV Globo) - Rogério Gomes & Pedro Vasconcelos por A Força do Querer (TV Globo) - Vinícius Coimbra por Novo Mundo (TV Globo) |
| Programa         | - Terra Dois (TV Cultura) - Bipolar Show (Canal Brasil) - Estudio I (Globo News) - Papo de Segunda (GNT) - Profissão Repórter (TV Globo) |
| Apresentador(a)  | - Tatá Werneck por Lady Night (Multishow) - Fábio Porchat por Programa do Porchat (RecordTV) - Pedro Bial por Conversa com Bial (TV Globo) - Fátima Bernardes por Encontro com Fátima Bernardes (TV Globo) - Fernanda Lima por Popstar/Amor & Sexo (TV Globo)                                   |

Votaram: Cristina Padiglione, Edianez Parente, Fabio Maksymczuk, Flávio Ricco, José Armando Vanucci, Leão Lobo, Neuber Fischer, Nilson Xavier e Paulo Gustavo.

#### 2018
- Os vencedores estão em negrito.[12]

| Categoria   | Vencedores e indicados |
| ----------- | --- |
| Dramaturgia | - Onde Nascem os Fortes (TV Globo) - Assédio (Globoplay) - O Negócio (HBO Latin America) - O Tempo Não Para (TV Globo) - Sob Pressão (TV Globo) |
| Atriz       | - Marjorie Estiano por Sob Pressão (TV Globo) - Adriana Esteves por Assédio (Globoplay) - Alice Wegmann por Onde Nascem os Fortes (TV Globo) - Letícia Colin por Segundo Sol (TV Globo) - Patrícia Pillar por Onde Nascem os Fortes (TV Globo)                               |
| Ator        | - Fabio Assunção por Onde Nascem os Fortes (TV Globo) - Antônio Calloni por Assédio (Globoplay) - Edson Celulari por O Tempo Não Para (TV Globo) - Jesuíta Barbosa por Onde Nascem os Fortes (TV Globo) - Júlio Andrade por Sob Pressão/1 Contra Todos (TV Globo/Fox Brasil) |
| Direção     | - Amora Mautner por Assédio (Globoplay) - Jayme Monjardim por Tempo de Amar (TV Globo) - José Eduardo Belmonte por Carcereiros (Globoplay) - José Luiz Villamarim por Onde Nascem os Fortes (TV Globo) - José Padilha por O Mecanismo (Netflix)                              |
| Programa    | - Amor & Sexo (TV Globo) - Conversa com Bial (TV Globo) - Drag Me As a Queen (E! Entertainment) - Fábrica de Casamentos (SBT) - Lady Night (Multishow) |
| Humor       | - Marcelo Adnet por Paródias dos Candidatos a Presidência (TV Globo) - Choque de Cultura (Omelete) - Fábio Porchat (RecordTV) - Tá no Ar: a TV na TV (TV Globo) - Tatá Werneck (Multishow)                                                                                   |
| Esportes    | - Fernanda Gentil (TV Globo) - Luís Roberto (TV Globo) - Mulheres na Copa (Fox Sports) - Seleção SporTV na Copa com André Rizek e Marcelo Barreto (SporTV) - Sportscenter com Paulo Soares e Antero Greco (ESPN)                                                             |

Votaram: Cristina Padiglione, Edianez Parente, Fabio Maksymczuk, Flávio Ricco, Leão Lobo, Neuber Fischer, Nilson Xavier e Paulo Gustavo Pereira

#### 2019
- Os vencedores estão em negrito.

| Categoria        | Vencedores e indicados |
| ---------------- | --- |
| Novela           | - Bom Sucesso (TV Globo) - Éramos Seis (TV Globo) - Espelho da Vida (TV Globo) - Órfãos da Terra (TV Globo) - Topíssima (RecordTV) |
| Série/Minissérie | - Segunda Chamada (TV Globo) - A Divisão (Globoplay) - Coisa Mais Linda (Netflix) - Filhos da Pátria (TV Globo) - Sob Pressão (TV Globo) |
| Atriz            | - Débora Bloch por Segunda Chamada (TV Globo) - Fabiula Nascimento por Sessão de Terapia (Globoplay) - Grazi Massafera por Bom Sucesso (TV Globo) - Maria Casadevall por Coisa Mais Linda (Globoplay) - Marjorie Estiano por Sob Pressão (TV Globo) |
| Ator             | - Flávio Migliaccio por Órfãos da Terra (TV Globo) - Antônio Fagundes por Bom Sucesso (TV Globo) - Herson Capri por Órfãos da Terra (TV Globo) - Júlio Andrade por Sob Pressão (TV Globo) - Silvio Guidane por A Divisão (Globoplay)                |
| Direção          | - Andrucha Waddington por Sob Pressão (TV Globo) - Carlos Araújo por Éramos Seis (TV Globo) - Joana Jabace por Segunda Chamada (TV Globo) - José Eduardo Belmonte por Carcereiros (Globoplay) - Vicente Amorim por A Divisão (Globoplay)            |
| Programa de TV   | - Que História É Essa, Porchat? (GNT) - Cultura, o Musical (TV Cultura) - Pesadelo na Cozinha (Rede Bandeirantes) - Provocações (TV Cultura) - Zorra (TV Globo)                                                                                     |
| Jornalismo       | - Roda Viva (TV Cultura) - Conexão Repórter (SBT) - Painel WW (William Waack no YouTube) - Profissão Repórter (TV Globo) - Segunda Chamada (Canal My News no YouTube)                                                                               |

Votaram: Cristina Padiglione, Edianez Parente, Fabio Maksymczuk, Flávio Ricco, Leão Lobo, Neuber Fischer, Nilson Xavier e Tony Goes

### Década de 2020

#### 2020
- Os vencedores estão em negrito.

| Categoria   | Vencedores e indicados |
| ----------- | --- |
| Dramaturgia | - Bom Dia, Verônica (Netflix) - Amor de Mãe (TV Globo) - Desalma (Globoplay) - Hebe (Globoplay) - Sob Pressão (TV Globo) |
| Atriz       | - Camila Morgado por Bom Dia, Verônica (Netflix) - Tatiana Tiburcio por Falas Negras (TV Globo) - Andrea Beltrão por Hebe (TV Globo) - Marjorie Estiano por Sob Pressão (TV Globo) - Regina Casé por Amor de Mãe (TV Globo)                 |
| Ator        | - Eduardo Moscovis por Bom Dia, Verônica (Netflix) - Antônio Grassi por Bom Dia, Verônica (Netflix) - Chay Suede por Amor de Mãe (TV Globo) - Júlio Andrade por Sob Pressão (TV Globo) - Marcelo Mello Jr. por Arcanjo Renegado (Globoplay) |
| Destaque    | - CNN Brasil - Márcio Gomes (TV Globo e CNN Brasil) - Daniela Lima (CNN Brasil) - Em Nome de Deus (Globoplay) - Falas Negras (TV Globo) |
| Humor       | - Marcelo Adnet por Sinta-se em Casa (Globoplay) - Diário de Um Confinado (Globoplay) - CAT BBB com Rafael Portugal (TV Globo) - Maria Bopp, a Blogueirinha do Fim do Mundo - Paulo Vieira (TV Globo)                                       |
| Programa    | - Conversa com Bial (TV Globo) - A Fazenda 12 (RecordTV) - Big Brother Brasil 20 (TV Globo) - Combate ao Coronavírus (TV Globo) - Guia Politicamente Incorreto - Temp. 2 (History Channel)                                                  |

Votaram: Edianez Parente, Fabio Maksymczuk, Leão Lobo, Neuber Fischer, Paulo Gustavo Pereira e Tony Goes

#### 2021
- Os vencedores estão em negrito.

| Categoria                      | Vencedores e indicados |
| ------------------------------ | --- |
| Novela                         | - Nos Tempos do Imperador – (TV Globo) - Amor de Mãe – (TV Globo) - Gênesis – (RecordTV) - Um Lugar ao Sol – (TV Globo) |
| Seriado/Minissérie             | - Passaporte para Liberdade – (TV Globo) - Dom – (Prime Video) - Manhãs de Setembro – (Prime Video) - Os Ausentes – (HBO Max) - Cidade Invisível – (Netflix) - Sob Pressão – (TV Globo) - Onde Está Meu Coração – (Globoplay)                                                                              |
| Atriz                          | - Letícia Colin – Onde Está Meu Coração (Globoplay) - Paula Cohen – Nos Tempos do Imperador (TV Globo) - Regina Casé – Amor de Mãe (TV Globo) - Débora Bloch – Segunda Chamada (Globoplay) - Letícia Sabatella – Nos Tempos do Imperador (TV Globo) - Mariana Ximenes – Nos Tempos do Imperador (TV Globo) |
| Ator                           | - Juan Paiva – Um Lugar ao Sol (TV Globo) - Gabriel Leone – Dom (Prime Video) - Alexandre Nero – Nos Tempos do Imperador (TV Globo) - Cauã Reymond – Um Lugar ao Sol (TV Globo) - Chay Suede – Amor de Mãe (TV Globo) - Marco Pigossi – Cidade Invisível (Netflix)                                         |
| Atração/Programa/Documentários | - Missão Cabul – (RecordTV) - O Caso Evandro – (Globoplay) - Doutor Castor – (Globoplay) - Ismael Vivo – (TV Cultura) - Projeto Identidade – (TV Globo) - João de Deus-Cura e Crime – (Netflix) |

Votaram: Edianez Parente, Fabio Maksymczuk, Leão Lobo, Neuber Fischer, Paulo Gustavo Pereira e Tony Goes.

#### 2022
- Os vencedores estão em negrito.

| Categoria                     | Vencedores e indicados |
| ----------------------------- | --- |
| Novela                        | - Pantanal – (TV Globo) - Além da Ilusão – (TV Globo) - Mar do Sertão – (TV Globo) - Todas as Flores – (Globoplay) - Um Lugar ao Sol – (TV Globo)                                                                              |
| Série – Drama                 | - Manhãs de Setembro – (Prime Video) - Bom Dia, Verônica – (Netflix) - Rensga Hits! – (Globoplay) - Rota 66 – A Polícia que Mata – (Globoplay) - Sob Pressão – (Globoplay)                                                     |
| Série – Comédia               | - Encantado's – (Globoplay) - Cine Holliúdy – (TV Globo) - Eleita – (Prime Video) - Tô de Graça – (Multishow) - Vai que Cola – (Multishow)                                                                                     |
| Atriz                         | - Isabel Teixeira – Pantanal (TV Globo) - Dira Paes – Pantanal (TV Globo) - Letícia Colin – Todas as Flores (Globoplay) - Paloma Duarte – Além da Ilusão (TV Globo) - Sophie Charlotte – Todas as Flores (Globoplay)           |
| Ator                          | - Osmar Prado – Pantanal (TV Globo) - Antonio Calloni – Além da Ilusão (TV Globo) - Daniel de Oliveira – Independências (TV Cultura) - Marcos Palmeira – Pantanal (TV Globo) - Murilo Benício – Pantanal (TV Globo)            |
| Série Documental/Documentário | - Escola Base – Um Repórter Enfrenta o Passado (Globoplay) - Brasil em Constituição (TV Globo) - Missão Ucrânia (RecordTV) - O Canto Livre de Nara Leão (Globoplay) - Pacto Brutal - O Assassinato de Daniella Perez (HBO Max) |
| Variedades                    | - Altas Horas – (TV Globo) - 1001 Perguntas – (Rede Bandeirantes) - Caldeirão com Mion – (TV Globo) - Domingão com Huck – (TV Globo) - Lady Night – (Multishow)                                                                |

Votaram: Cristina Padiglione, Edianez Parente (exceto Documentário), Fabio Maksymczuk, Leão Lobo e Tony Goes.

#### 2023
Os vencedores estão em negrito.
| Categoria                       | Vencedores e indicados |
| ------------------------------- | --- |
| Novela                          | - Vai na Fé (TV Globo) - Amor Perfeito (TV Globo) - Elas por Elas (TV Globo) - Terra e Paixão (TV Globo) - Todas as Flores (Globoplay)                                                                                |
| Série – Ficção                  | - Os Outros (Globoplay) - Cangaço Novo (Prime Video) - DNA do Crime (Netflix) - Dom (Prime Video) - Fim (Globoplay)                                                                                                   |
| Atriz                           | - Sophie Charlotte (Todas as Flores) - Adriana Esteves (Os Outros) - Letícia Colin (Todas as Flores) - Maeve Jinkings (DNA do Crime/Os Outros) - Marjorie Estiano (Fim)                                               |
| Ator                            | - Milhem Cortaz (Os Outros) - Bruno Mazzeo (Fim) - Eduardo Sterblitch (Os Outros) - Emilio Dantas (Vai na Fé) - Thomás Aquino (DNA do Crime/Os Outros)                                                                |
| Série – Documental/Documentário | - Vale o Escrito – A Guerra do Jogo do Bicho (Globoplay) - A Superfantástica História do Balão (Star+) - Isabella: O Caso Nardoni (Netflix) - JK: O Reinventor do Brasil (TV Cultura) - Línguas da Nossa Língua (Max) |
| Revelação                       | - Alice Carvalho (Cangaço Novo) - Amaury Lorenzo (Terra e Paixão) - Clara Moneke (Vai na Fé) - Diego Martins (Terra e Paixão) - Levi Asaf (Amor Perfeito)                                                             |
| Variedades                      | - Avisa Lá Que Eu Vou (GNT) - Altas Horas (TV Globo) - Domingão com Huck (TV Globo) - Manhã do Ronnie (RedeTV!) - Programa Silvio Santos – Edição Especial 60 anos (SBT)                                              |

- Votaram: Cristina Padiglione, Edianez Parente, Fábio Costa, Fabio Maksymczuk, José Armando Vannucci, Leão Lobo, Neuber Fischer, Paulo Gustavo Pereira e Tony Goes.

#### 2024
Os vencedores estão em negrito.
| Categoria                              | Vencedores e indicados |
| -------------------------------------- | --- |
| Novela                                 | - Pedaço de Mim (Netflix) - Garota do Momento (TV Globo) - No Rancho Fundo (TV Globo) - Renascer (TV Globo) - Volta por Cima (TV Globo)                                                                              |
| Série – Ficção                         | - Senna (Netflix) - Cidade de Deus: A Luta Não Para (HBO Brasil/Max) - Impuros (Star Premium) - Justiça 2 (Globoplay) - Os Outros (Globoplay)                                                                        |
| Atriz                                  | - Andréa Beltrão (No Rancho Fundo) - Adriana Esteves (Os Outros) - Daphne Bozaski (Família É Tudo) - Edvana Carvalho (Renascer) - Mariana Ximenes (Mania de Você)                                                    |
| Ator                                   | - Chay Suede (Mania de Você) - Eduardo Sterblitch (Os Outros) - Gabriel Leone (Senna) - Juan Paiva (Renascer) - Vladimir Brichta (Renascer)                                                                          |
| Programa                               | - Sem Censura (TV Brasil) - Companhia Certa (RedeTV!) - Lady Night (Multishow) - Projeto Falas (TV Globo) - Que História É Essa, Porchat? (GNT)                                                                      |
| Série – Documental/Documentário        | - Kubrusly: Mistério Sempre Há de Pintar por Aí (Globoplay) - Gugu, Toninho e Augusto (+SBT) - Maníaco do Parque: A História Não Contada (Prime Video) - O Ninho: Futebol & Tragédia (Netflix) - Tributo (Globoplay) |
| Troféu Especial da Crítica – Homenagem | - Faustão |

- Votaram: Cristina Padiglione, Edianez Parente, Fábio Costa, Fabio Maksymczuk, José Armando Vannucci, Leão Lobo, Neuber Fischer, Paulo Gustavo Pereira, Tellé Cardim e Vitor Moreno.